# 察南绥东战役
察南绥东战役是1948年3月晋察冀野战军发动的对傅作义部的进攻战役。

## 背景
1947年9月15日东北秋季攻势开始。1947年10月上旬，蒋介石从华北国军抽调5个师增援东北。中央军委指示聂荣臻、杨得志发动徐水战役，强攻徐水县城，切断保定与北平交通，牵制华北国军增援东北战场。保定绥署主任孙连仲令李文率郑庭锋第九十四军自北平南下、袁朴第十六军自雄县西进，与杨得志的晋察冀野战军决战。孙连仲又从石家庄抽调罗历戎第三军军部率其起家部队第7师、保定段沄独立第95师自南向北攻击徐水。聂荣臻令陈正湘率4个旅留驻徐水阻击李文兵团；令杨得志率7个旅绕过保定南下堵击围歼罗历戎部。10月19日17时共军在清风店开始围攻罗历戎部，恶战至22日中午付出近万人伤亡代价，全歼第三军军部、第7师等4个团共1.4万人，生俘军长罗历戎、副军长杨光钰，第7师师长李用章。此即清风店战役。 
清风店战役后，1947年11月2日，蒋介石电令胶东第一兵团司令官范汉杰：“张金廷第二军11月4日由高密出发，限11月12日前到达济南；如果届时石家庄未失守，则该军空运石家庄；如果已失守，则南运徐州，转运武汉（参加围攻大别山）。”11月5日晚，聂荣臻以三个纵队并6个独立旅10余万人攻坚石家庄。11月12日深夜，解放石家庄，守军第32师师长刘英被俘。
石家庄失守后，保定绥署主任孙连仲以自己作战不利，且所部匪谍频出，主动请辞，并向蒋介石推荐傅作义出任华北最高军事指挥官。1947年12月2日，傅作义出任“华北剿匪总司令部”总司令官，针对解放军集中优势兵力打歼灭战的战法，将主力部队集中于战略要点，实行以主力对主力，以运动战对运动战的机动战法，集中优势兵力对抗解放军的攻势。
为配合东北冬季攻势，1947年12月27日晋察冀野战军发动平汉路北段破击战，亦称涞水战役。战至1948年1月13日，全歼第三十五军军部和新编第32师，击溃第101师，击毙军长鲁英麟。 
涞水战役后，针对傅作义“以主力对主力”的战法和重兵集结于平、津、保三角地区的部署，1948年2月22日，晋察冀军区首长和晋察冀野战军首长向中央军委请示发起察南绥东战役，避开敌之主力，向敌防御相对薄弱的平绥路东段和绥东、察南地区出击。这既可在察南、绥东地区打开局面，开辟新的解放区，还可致敌分兵，造成歼敌之机。2月23日，中央军委回电批准了这一作战计划。在战役的组织实施过程中，中央军委和朱德总司令多次指示晋察冀野战军，应“以主力展开于平绥路大同、北平线，大举破击该路，并准备向路北及冀东机动：以一部在（平津保）三角地区机动”“机动的范围，第一是整个平绥线，包括绥远全省在内，第二是北宁线，第三是平承线，第四是平保线”。军委还指示部队不要怕远出作战、山地作战和人烟稀少没有后方接济的困难。
与此同时，除东北之外的全国各战场均转入反攻，围歼各大区国军机动部队或城市攻坚：华东野战军及晋冀鲁豫野战军陈谢集团攻克洛阳、西北野战军收复延安并取得宜川瓦子街大捷全歼刘戡整编第29军、山东兵团发起胶济路西段战役，苏北兵团发动益林战役、晋冀鲁豫军区发起临汾战役。

## 作战部署
2月28日，晋察冀野战军司令员杨（得志）、政委罗（瑞卿）、杨（成武）、参谋长耿（飚）颁布了作战命令：
- 以晋察冀野战军的三纵、四纵，还有从二纵被单独调出来的四旅，总计七个旅，组成右翼兵团，分别由定县、唐县、安国地区出击察哈尔省南部，攻歼广灵、蔚县等据点守敌，开辟新的战场，调动北平敌人西援，并寻机歼灭援敌。
- 以第六纵队、北岳军区第一纵队组成左翼兵团，分别由易县、曲阳奔袭绥东的天镇、阳高，并破击该段铁路，歼灭沿线守敌
- 以第七纵队位于保定地区机动牵制敌人

3月3日，野战军首长和前委先后发布了《讨伐傅作义紧急动员令》《致野战军全体同志书》，指出：向国民党统治区大举进攻，是一年多来人民革命战争发展的必然结果，是我晋察冀野战军神圣而光荣的任务。号召全体指战员紧急动员起来，勇往直前，大量歼灭敌人，为最终推翻国民党的反动统治而斗争。针对到敌区作战这一特点，野战军首长以命令形式颁发了十项《入城纪律守则》，野战军政治部颁发了十项《对待俘虏守则》，强调严格执行新区政策。

## 作战经过
解放军第一九三师师史记载：“3月7日，我（四）旅由定县东南地区出发，向察南挺进。一路上山地行军，乍暖还寒，困难很多。3月19日，全旅大部进入察南地境。3月20日，察南战役开始，9时，11团攻克暧泉。”
3月20日，战役第一阶段发起。左翼兵团向阳高、天镇发起进攻，至24日，第一纵队占领天镇，全歼国军补训第5师，切断张家口至大同的交通线。右翼兵团于21日拂晓发动攻击，第四旅首先攻占广灵，扫清暖泉、洗马庄等据点，随后占领桑干河以北的阳原县城。第三纵队迅速攻占桑干河以南的桃花堡、吉家庄等据点，25日占领化稍营，控制了张家口、蔚县、宣化、大同的交通咽喉。第四纵队攻占蔚县和西合营，歼灭国军守军补训第6师大部。晋绥军区部队一部向怀仁、大同、集宁出动配合作战。
傅作义调暂四军210师、暂11师集结天镇。“野司”决定发起战役的第二阶段行动，集中兵力围歼天镇之敌。四旅奉命奔袭天镇。察南战役历时一个多月，切断了平绥路。
战役第二阶段，为诱使国民党军西进，并使其主力分散，人民解放军右翼兵团在阳原一线隐蔽待机，左翼兵团自天镇方向西进，第一纵队长途奔袭占领丰镇，并于4月3日相继攻占天成、新堂等地，第六纵队奔袭占领凉城。傅作义遂调第三十五军等主力西援。此时，国军战线已经分散拉开，共军右翼兵团抓住战机，再度攻占天镇、怀安、滹沱店等地。傅作义命其西进部队东调，并与前来接应的部队再次集结于张家口东、西地区，双方主力部队在此形成对峙。4月10日，人民解放军左翼兵团东返，准备夺取应县；右翼兵团南返蔚县、广灵地区，准备出击冀东。至此，察绥战役结束，共歼灭国民党军1.8万人。
为配合察南绥东战役，牵制与打击敌人，各地委、县委积极主动组织各军分区部队、县大队、区游击队和民兵等地方武装，向张家口周围国民党军队控制的据点进行了攻击。3月7日，察东军分区部队解放华北重要铁矿庞家堡。4月2日，察东军分区独立团、赤城县大队、龙宣怀支队、崇礼县大队，在察东军分区统一指挥下，攻占了赤城南大门——兴仁堡据点；又挥师南下，相继攻克雕鹗、三岔口、三贤庙等据点。赤城、龙关守军先后弃城逃走。察东军分区部队4月6日收复赤城，4月7日收复龙关县城。察北军分区根据冀热察军区指示，以察北骑兵第二、三团于3月24日向公会之敌进行强攻，歼敌78名。公会战斗后，二、三团于27日进至大青沟，在大青沟战斗中，毙伤敌8人，俘敌38人。之后，二、三团继续向西挺进，尚义守军于3月28日弃城逃走，29日收复尚义县城。4月1日，国军由张家口乘百余辆汽车经张北进至尚义，共军骑兵部队与敌在尚义城东北阻击战斗2个多小时，后主动撤离。冀热察军区主力冀察热辽独立第七师在察北骑兵一团、内蒙骑十一师、十六师等部队配合下，于4月23日强攻军事重镇多伦，全歼守敌，计毙敌610人，俘敌1400多人，缴获迫击炮2门，轻重机枪10挺。各种枪850余支，战马890多匹，电台10余部。在人民解放军主力部队和地方武装的连续打击下，使察哈尔地区的形势发生了根本的变化。

## 战后影响
解放察南、绥东地区，使国军据守的战略要点张家口、大同等地更为孤立。
战后“野司”决定杨得志、罗瑞卿带三纵、四纵配属四旅共七个旅向热西（赤峰、承德）进军；杨成武回到易县，指挥一纵、二纵（欠四旅）、六纵、七纵内线作战，由于傅作义嫡系主力被调动至平绥线，二纵打下涞水，六纵打下定兴，一纵打下涿县，七纵打下高碑店。